# 장자제 허화 국제공항
장자제 허화 국제공항(중국어: 张家界荷花国际机场, 張家界荷花國際機場, 영어: Zhangjiajie Hehua International Airport, IATA: DYG, ICAO: ZGDY)은 중화인민공화국 후난성 장자제시에 있는 공항이다.

## 역사
장자제 허화 국제공항은 1991년 10월 건설을 시작하여, 1994년 8월 18일에 개항하였다.
이후 중화인민공화국 국적 항공사들만이 운항을 하였었으나, 2010년 10월 28일 대한민국의 이스타 항공이 외항사로서는 최초로 정기편 운항을 시작하였다. 이후 청주에서 출발하는 전세기 노선을 운항하기도 하였다.

## 운항 노선

### 국제선
| 항공사               | 목적지                          |
| -------------------- | ------------------------------- |
| 중국남방항공         | 홍콩(첵랍콕)                    |
| 쓰촨 항공            | 대구, 무안, 청주                |
| 칭다오 항공          | 홍콩(첵랍콕)                    |
| 대한항공             | 서울(인천)                      |
| 에어부산             | 부산                            |
| 에어서울             | 서울(인천)                      |
| 이스타항공           | 청주 - (2024년 7월 18일 재취항) |
| 제주항공             | 무안, 부산                      |
| 티웨이항공           | 대구                            |
| 바틱 에어 말레이시아 | 쿠알라룸푸르                    |
| 비엣제트 항공        | 하노이, 호치민                  |
| 타이 비엣제트 항공   | 방콕(수완나품)                  |

### 국내선
| 항공사             | 목적지                                                       |
| ------------------ | ------------------------------------------------------------ |
| 중국국제항공       | 베이징(다싱), 베이징(수도), 청두(톈푸)                       |
| 중국남방항공       | 광저우, 옌청, 제양, 후허하오터                               |
| 중국동방항공       | 상하이(푸둥), 시안                                           |
| 베이징 캐피탈 항공 | 시안                                                         |
| 산동 항공          | 난징                                                         |
| 상하이 항공        | 상하이(푸둥)                                                 |
| 샤먼 항공          | 푸저우                                                       |
| 스프링 항공        | 상하이(푸둥), 스자좡, 양저우                                 |
| 쓰촨 항공          | 난징, 시안, 청두(톈푸), 톈진                                 |
| 에어 구이린        | 슈저우, 스좌장, 지난, 하이커우                               |
| 애어 트래블        | 창사                                                         |
| 준야오 항공        | 난징, 상하이(푸둥), 원저우, 쿤밍, 타이위안, 항저우, 후이저우 |
| 청두 항공          | 웨양, 청두(톈푸)                                             |
| 칭다오 항공        | 난창, 칭다오, 콴저우                                         |